# 普莱兰-特里加武
普莱兰-特里加武（法語：Pleslin-Trigavou，法語發音：[plɛlɛ̃ tʁiɡavu]）是法国阿摩尔滨海省的一个市镇，位于该省东北部，属于迪南区。该市镇于1972年由原市镇普莱兰（Pleslin）和特里加武（Trigavou）合并而成。

## 地理
普莱兰-特里加武（48°32'6"N, 2°3'17"W）面积21.8 平方千米，位于法国布列塔尼大區阿摩尔滨海省，该省份为法国西北部沿海省份，位于布列塔尼半岛北部，北濒大西洋英吉利海峡，西接菲尼斯泰尔省，南至莫尔比昂省，东临伊勒-维莱讷省。
与普莱兰-特里加武接壤的市镇（或旧市镇、城区）包括：塔当、朗格南、朗斯河畔普卢埃尔、特雷梅勒克、普勒尔蒂、滨海博赛。

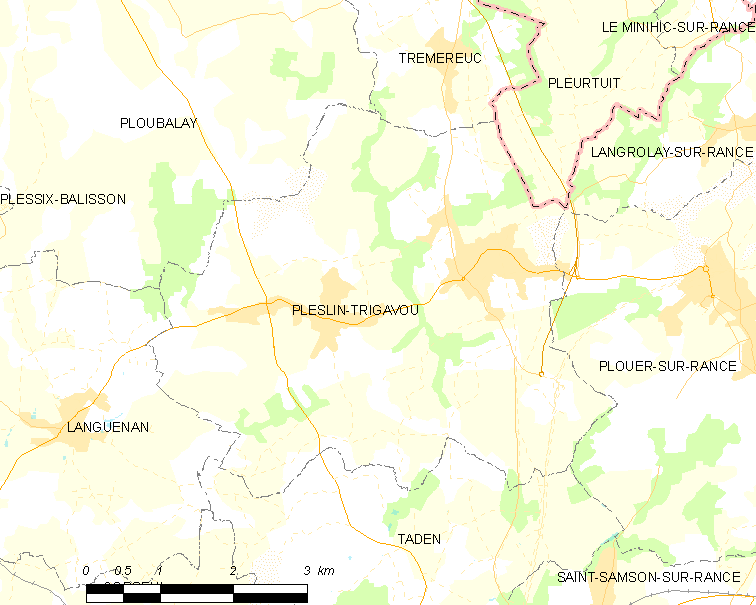
普莱兰-特里加武的OSM定位图

普莱兰-特里加武的时区为UTC+01:00、UTC+02:00（夏令时）。

## 行政
普莱兰-特里加武的邮政编码为22490，INSEE市镇编码为22190。

## 政治
普莱兰-特里加武所属的省级选区为普莱兰-特里加武县。

## 人口

1962-2008年间普莱兰-特里加武人口变化图示

普莱兰-特里加武于2022年1月1日时的人口数量为4043人。